# Maryse Luzolo
Maryse Luzolo (Francoforte sul Meno, 15 marzo 1995) è una lunghista tedesca.

## Biografia
Figlia di immigrati congolesi, Luzolo è nata e cresciuta a Francoforte sul Meno dove ha mosso i primi passi nell'atletica leggera.
Ha fatto parte della spedizione olimpica tedesca per i Giochi di Tokyo 2020.

## Palmarès
| Anno | Manifestazione    | Sede     | Evento         | Risultato      | Prestazione | Note |
| ---- | ----------------- | -------- | -------------- | -------------- | ----------- | ---- |
| 2011 | Mondiali U18      | Lilla    | Salto in lungo | 4ª             | 6,06 m      |      |
| 2013 | Europei U20       | Rieti    | Salto in lungo | 4ª             | 6,27 m      |      |
| 2014 | Mondiali U20      | Eugene   | Salto in lungo | Bronzo         | 6,24 m      |      |
| 2017 | Europei indoor    | Belgrado | Salto in lungo | 10ª (q)        | 6,48 m      |      |
| 2019 | Mondiali militari | Wuhan    | Salto in lungo | Argento        | 6,49 m      |      |
| 2021 | Europei indoor    | Toruń    | Salto in lungo | 12ª (q)        | 6,48 m      |      |
| 2021 | Giochi olimpici   | Tokyo    | Salto in lungo | 15ª (q)        | 6,54 m      |      |
| 2022 | Europei           | Monaco   | Salto in lungo | 18ª (q)        | 6,28 m      |      |
| 2023 | Europei indoor    | Istanbul | Salto in lungo | Qualificazione | dns         |      |
| 2023 | Mondiali          | Budapest | Salto in lungo | 9ª             | 6,58 m      |      |

## Altre competizioni internazionali
2021
- Oro agli Europei a squadre ( Chorzów), salto in lungo - 6,61 m